# MLB All-Star Game 1948
MLB All-Star Game 1948 – 15. Mecz Gwiazd ligi MLB, który rozegrano 13 lipca 1948 roku na stadionie Sportsman's Park w St. Louis. Mecz zakończył się zwycięstwem American League All-Stars 5–2. Spotkanie obejrzało 34 009 widzów.

## Wyjściowe składy
| National League | National League  | National League | National League | American League | American League | American League | American League |
| #               | Zawodnik         | Klub            | Pozycja         | #               | Zawodnik        | Klub            | Pozycja         |
| --------------- | ---------------- | --------------- | --------------- | --------------- | --------------- | --------------- | --------------- |
| 1               | Richie Ashburn   | Phillies        | CF              | 1               | Pat Mullin      | Tigers          | RF              |
| 2               | Red Schoendienst | Cardinals       | 2B              | 2               | Tommy Henrich   | Yankees         | LF              |
| 3               | Stan Musial      | Cardinals       | LF              | 3               | Lou Boudreau    | Indians         | SS              |
| 4               | Johnny Mize      | Giants          | 1B              | 4               | Joe Gordon      | Indians         | 2B              |
| 5               | Enos Slaughter   | Cardinals       | RF              | 5               | Hoot Evers      | Tigers          | CF              |
| 6               | Andy Pafko       | Cubs            | 3B              | 6               | Ken Keltner     | Indians         | 3B              |
| 7               | Walker Cooper    | Giants          | C               | 7               | George McQuinn  | Yankees         | 1B              |
| 8               | Pee Wee Reese    | Dodgers         | SS              | 8               | Buddy Rosar     | Athletics       | C               |
| 9               | Ralph Branca     | Dodgers         | P               | 9               | Walt Masterson  | Senators        | P               |

| National League | 2 | 0 | 0 | 0 | 0 | 0 | 0 | 0 | 0 | 2 | 8 | 0 |
| American League | 0 | 1 | 1 | 3 | 0 | 0 | 0 | 0 | X | 5 | 6 | 0 |
| WP: Vic Raschi (1–0) LP: Johnny Schmitz (0–1) SV: Joe Coleman (1) Home runy: NL: Stan Musial (1) AL: Hoot Evers (1) |   |   |   |   |   |   |   |   |   |   |   |   |

## Składy
| Miotacze - Joe Coleman (1) - Joe Dobson (1) - Bob Feller (7) - Joe Haynes (1) - Bob Lemon (1) - Walt Masterson (2) - Hal Newhouser (6) - Joe Page (3) - Vic Raschi (1) Łapacze - Yogi Berra (1) - Buddy Rosar (5) - Birdie Tebbetts (1) |  | Wewnątrzpolowi - Lou Boudreau (7) - Bobby Doerr (7) - Joe Gordon (8) - George Kell (2) - Ken Keltner (7) - George McQuinn (6) - Mickey Vernon (2) Zapolowi - Joe DiMaggio (10) - Hoot Evers (1) - Pat Mullin (2) - Ted Williams (6) - Al Zarilla (1) |  | Menadżer - Bucky Harris Trenerzy - John Corriden - Chuck Dressen |

| Miotacze - Ewell Blackwell (3) - Ralph Branca (2) - Harry Brecheen (2) - Elmer Riddle (1) - Johnny Sain (2) - Johnny Schmitz (2) Łapacze - Walker Cooper (6) - Phil Masi (4) - Clyde McCullough (1) |  | Wewnątrzpolowi - Bob Elliott (6) - Sid Gordon (1) - Frankie Gustine (3) - Johnny Mize (8) - Andy Pafko (3) - Pee Wee Reese (4) - Bill Rigney (1) - Red Schoendienst (2) - Eddie Stanky (2) - Eddie Waitkus (1) Zapolowi - Richie Ashburn (1) - Ralph Kiner (1) - Tommy Holmes (2) - Stan Musial (5) - Enos Slaughter (5) - Bobby Thomson (1) |  | Menadżer - Leo Durocher Trenerzy - Eddie Dyer - Mel Ott |

- W nawiasie podano liczbę powołań do All-Star Game.